# Église Saint-Martin de Louvrechy
L'église Saint-Martin de Louvrechy est une église paroissiale située dans le village de Louvrechy dans le département de la Somme, non loin de Montdidier.

## Historique
L'église est protégée au titre des monuments historiques depuis son inscription par arrêté du 16 décembre 1969

## Caractéristiques
L'église Saint-Martin de Louvrechy est construite en pierre et brique en style gothique, les murs sont renforcés par des contreforts. Un clocher quadrangulaire recouvert d'ardoise surmonte la toiture à la jonction du chœur et de la nef.
L'intérieur conserve un certain nombre d’œuvres d'art : un groupe sculpté du XVIIe siècle représentant une Vierge de Pitié, un maître-autel avec tabernacle tournant du premier quart du XVIIIe siècle, une statue du Christ en croix du XVIIIe également et, du XIXe siècle, un groupe sculpté du Calvaire représentant le Christ entre la Vierge et saint Jean, un tableau représentant la Nativité de la Vierge et un lustre.